# Кутанс
Кутанс (фр. Coutances) — город на северо-западе Франции, находится в регионе Нормандия, департамент Манш. Центр одноименного округа и кантона. Расположен в 28 км к востоку от Сен-Ло и в 76 км к югу от Шербур-ан-Котантена. На юго-западе коммуны находится железнодорожная станция Кутанс линии Лизон-Ламбаль.
Население (2018) — 8 454 человека. 

## История
В древности Кутанс был одним из главных центров Северной Галлии и назывался Козедия (Cosedia). В III веке переименован в Констанцию (лат. Constantia) в честь императора Констанция Хлора. С V века в городе был свой епископ, власть которого до 1569 г. распространялась также и на Нормандские острова. Город был опустошён норманнами в 866 г., позднее сделался резиденцией виконтов, выдержал множество осад. В 1562 году, во время Религиозных войн был разграблен гугенотами.
В начале XVIII века мэр города барон Дюамель полностью перестроил центр города, проложив красивые большие бульвары. В 1944 году город подвергся массированным бомбардировкам с воздуха. В результате бомбардировок и последующей наземной операции, когда Кутанс одним из первых городов Франции был взят союзниками, многие памятники старины были разрушены. При захвате Кутанса впервые в истории был применён горючий продукт напалм.

## Достопримечательности
- Кафедральный собор Нотр-Дам[англ.], построенный в XIII веке в готическом стиле на месте знаменитого романского храма, освящённого в 1090 г. Окна-розы застеклены витражами XIV века
- Дворец епископов Кутанса XVIII века в стиле классицизма
- Церковь Святого Петра XV-XVI веков
- Церковь Святого Николая, используемая в настоящее время для проведения выставок и собраний
- Сохранившаяся часть акведука XIII века
- Музей Кенель-Мориньер (Quesnel-Morinière) ― коллекции живописи, скульптуры, декоративно-прикладного искусства, археологические находки
- Ботанический сад, один из самых красивых в регионе

## Экономика
Экономика города связана преимущественно с пищевой и перерабатывающей отраслями. Местные предприятия производят разнообразную мясо-молочную продукцию, в том числе фирменный мягкий сыр «Кутанс».
Структура занятости населения:
- сельское хозяйство — 1,0 %
- промышленность — 19,9 %
- строительство — 3,6 %
- торговля, транспорт и сфера услуг — 35,3 %
- государственные и муниципальные службы — 40,3 %

Уровень безработицы (2018) — 15,6 % (Франция в целом — 13,4 %, департамент Манш — 10,4 %). 

Среднегодовой доход на 1 человека, евро (2018) — 19 210 (Франция в целом — 21 730, департамент Манш — 20 980).

## Демография
Динамика численности населения, чел.

## Администрация
Пост мэра Кутанса с 2020 года занимает Жан-Доминик Бурден (Jean-Dominique Bourdin). На муниципальных выборах 2020 года возглавляемый им список центристов победил в 1-м туре, получив 62,16 % голосов.
| Период | Период | Фамилия            | Партия                                                                     | Примечания                               |
| ------ | ------ | ------------------ | -------------------------------------------------------------------------- | ---------------------------------------- |
| 1962   | 1977   | Эрве Труд          |                                                                            | адвокат                                  |
| 1977   | 1986   | Жорж Леклерк       | Разные правые                                                              |                                          |
| 1987   | 2001   | Рене Одуар         | Разные правые                                                              | мясник                                   |
| 2001   | 2020   | Ив Лами            | Объединение в поддержку Республики Союз за народное движение Республиканцы | учитель                                  |
| 2020   |        | Жан-Доминик Бурден | Разные центристы                                                           | хирург-дантист, член Совета департамента |

## Города-побратимы
- Илкли, Великобритания
- Сент-Уан, Джерси
- Оксенфурт, Германия
- Троина, Италия
- Ла-Покатьер, Канада

## Знаменитые уроженцы
- Гийом Лежантиль (1725-1792), астроном, член Французской академии наук

## Галерея

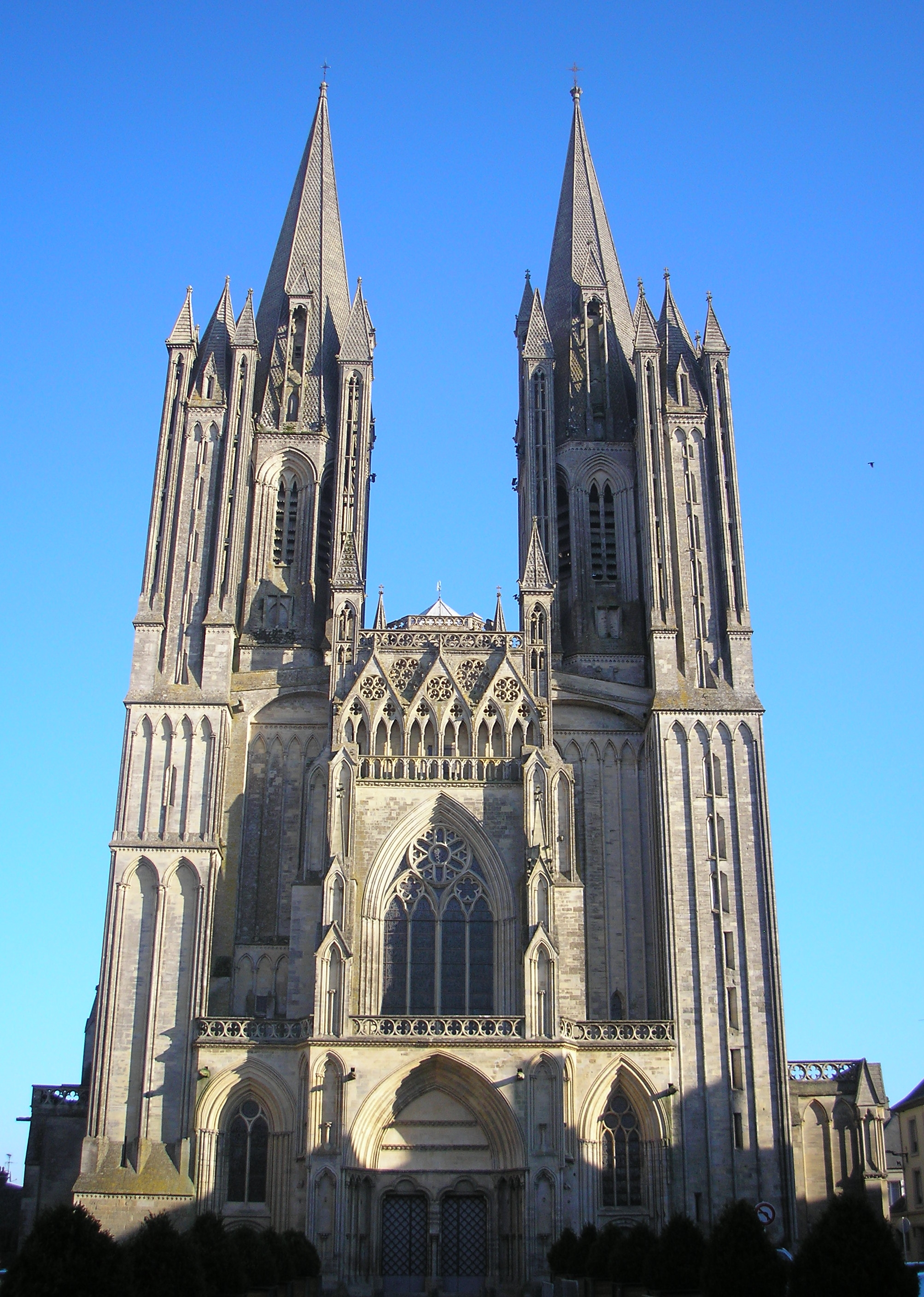
Собор Нотр-Дам
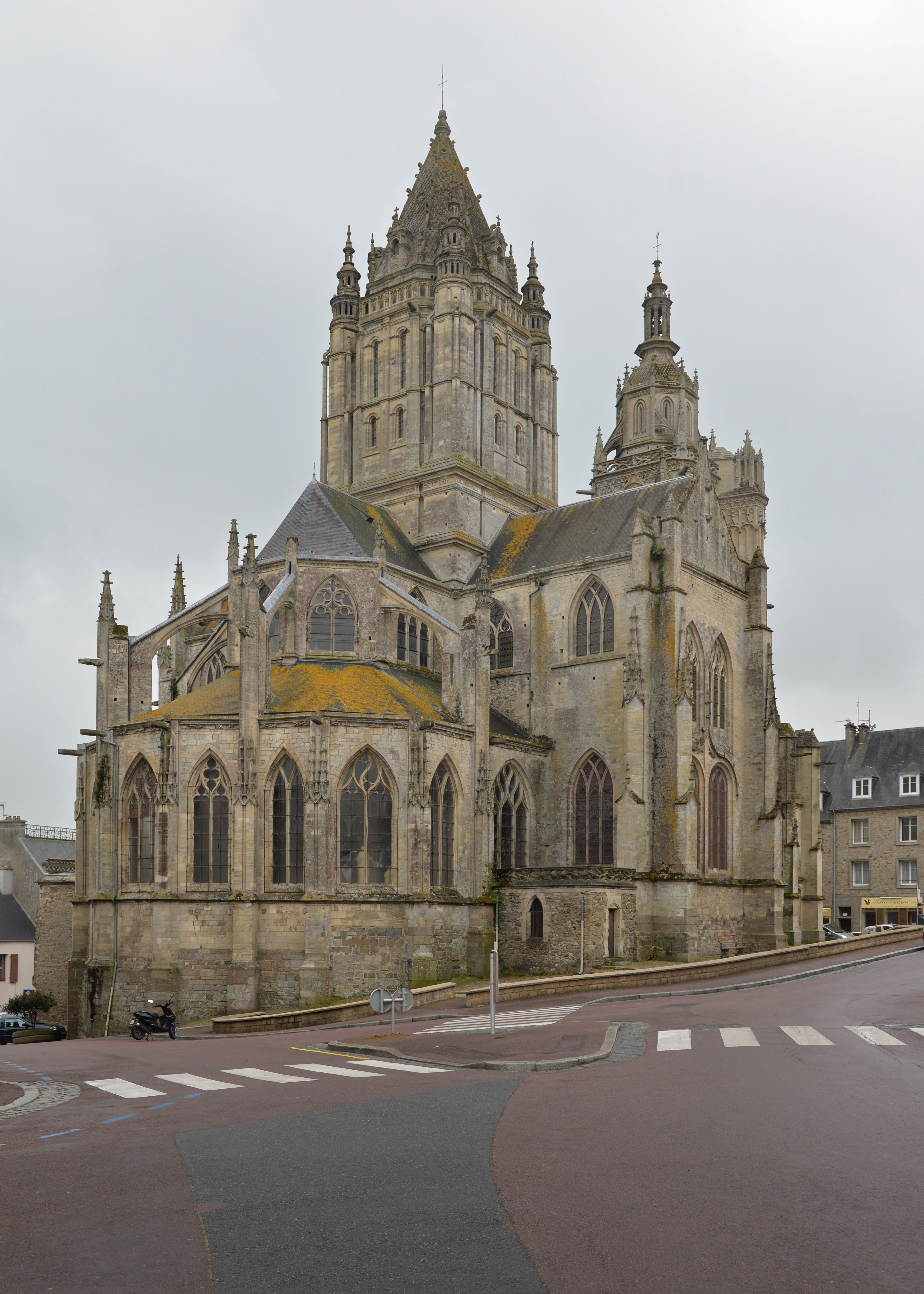
Церковь Святого Петра
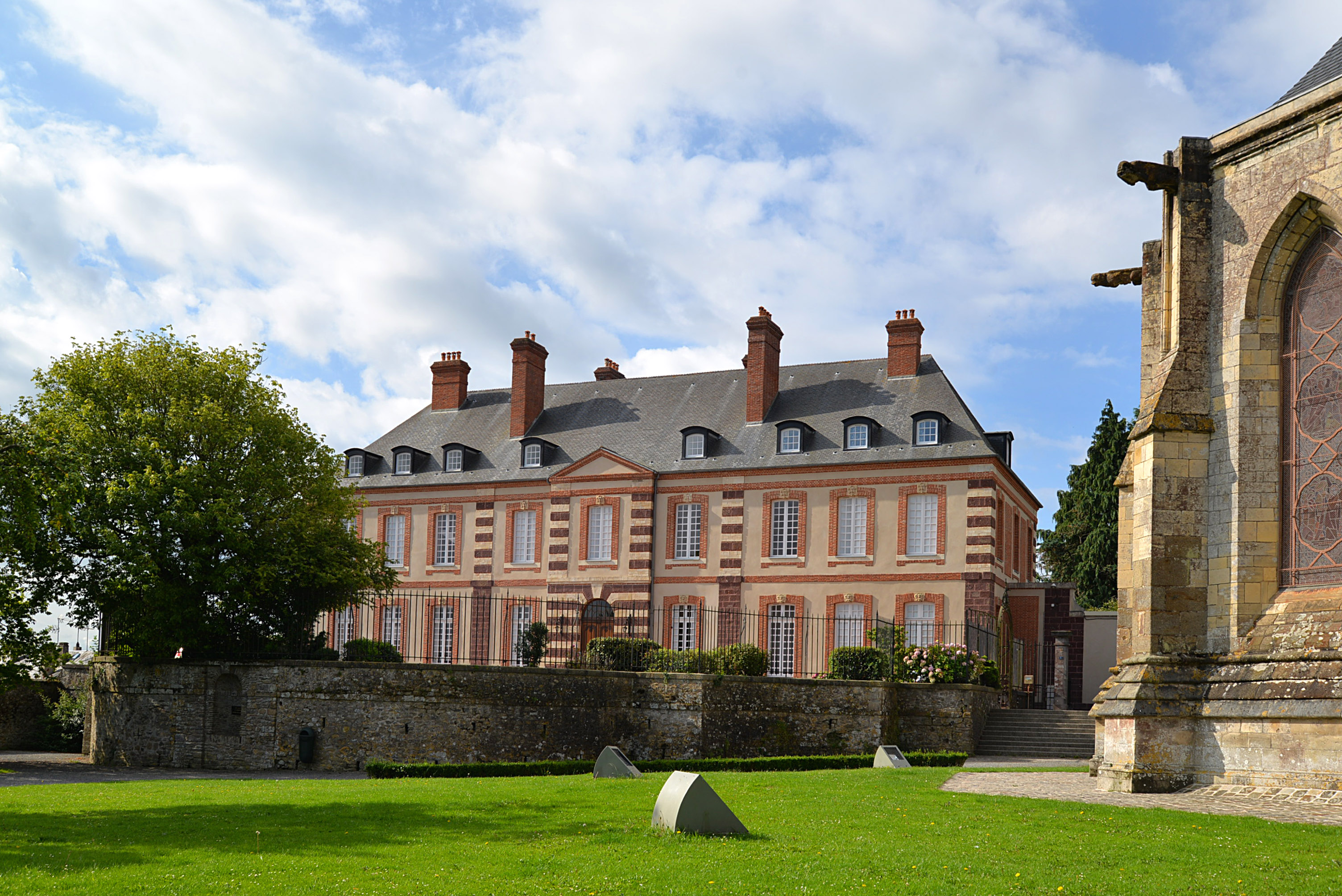
Дворец епископов
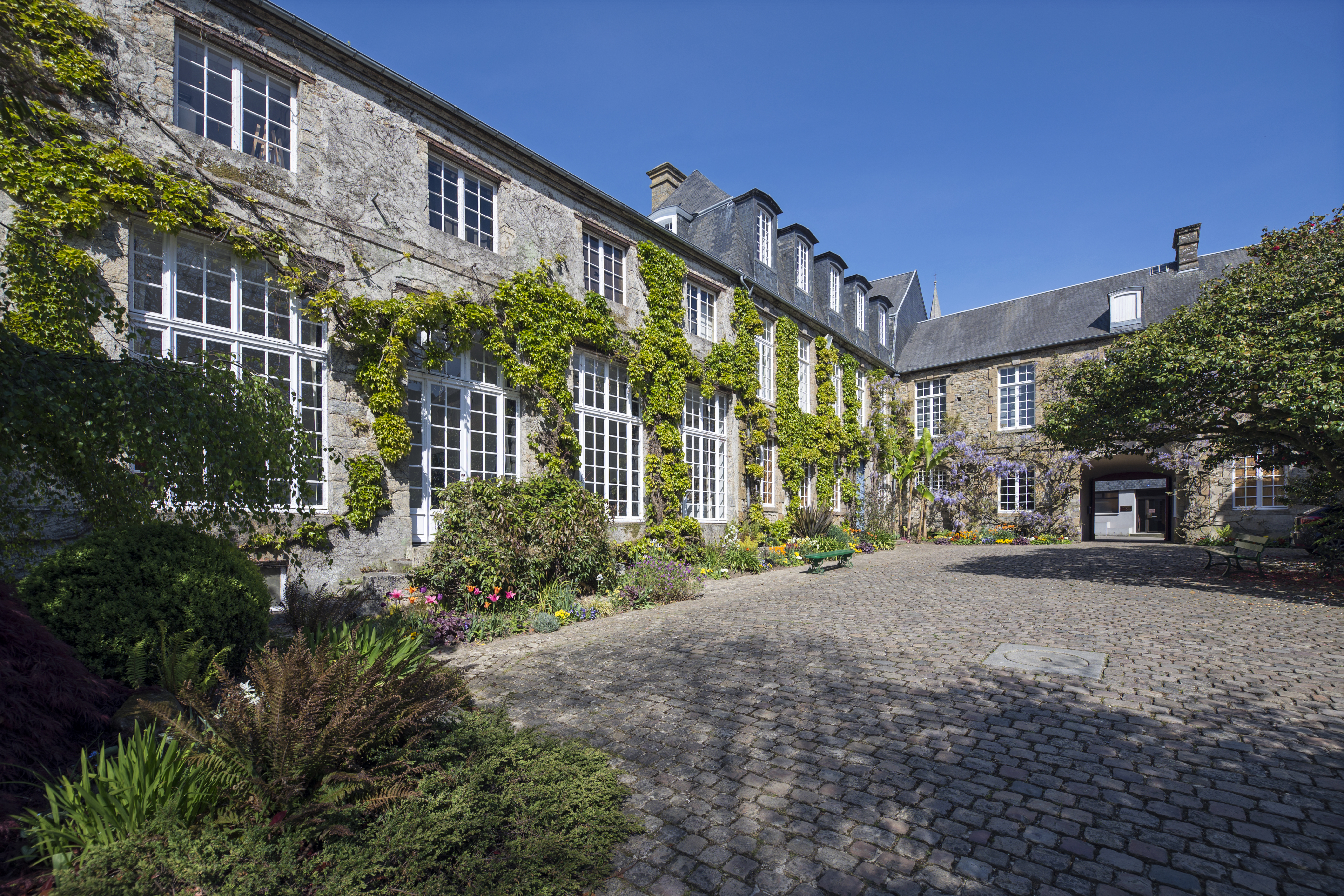
Музей Кенель-Мориньер
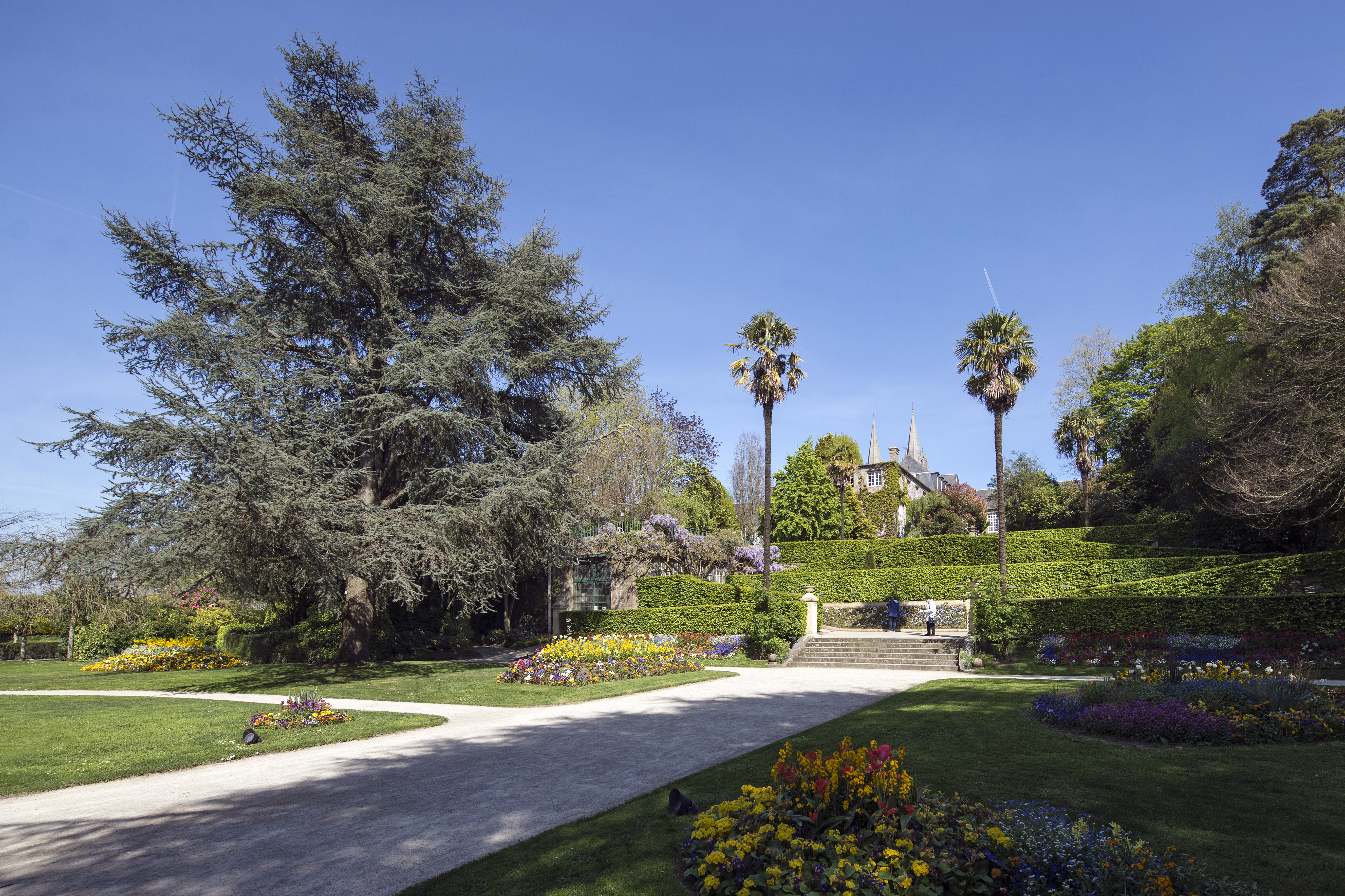
Ботанический сад